# Полє Озальсько
45°36′ пн. ш. 15°31′ сх. д. / 45.60° пн. ш. 15.52° сх. д.
Полє Озальсько (хорв. Polje Ozaljsko) — населений пункт у Хорватії, у Карловацькій жупанії у складі міста Озаль.

## Населення
Населення за даними перепису 2011 року становило 267 осіб.
Динаміка чисельності населення поселення: